# Perrières
Perrières est une commune française, située dans le département du Calvados en région Normandie, peuplée de 341 habitants.

## Géographie
La commune est au nord de la campagne de Falaise. Son bourg est à 10 km au nord-est de Falaise, à 11 km au sud-ouest de Saint-Pierre-sur-Dives et à 36 km au sud-est de Caen.
Le point culminant (136 m) se situe en limite sud, près du lieu-dit Sous le Mont. Le point le plus bas (42/47 m) correspond à la sortie de la rivière de Perrières du territoire, à l'est.
| Olendon | Sassy                                           | Vendeuvre               |
| Épaney  | Perrières                                       | Jort, Bernières-d'Ailly |
| Épaney  | Damblainville (par un angle), Bernières-d'Ailly | Bernières-d'Ailly       |

### Hydrographie
La commune est située dans le bassin Seine-Normandie. Elle est drainée par la Rivière de Perrières,.

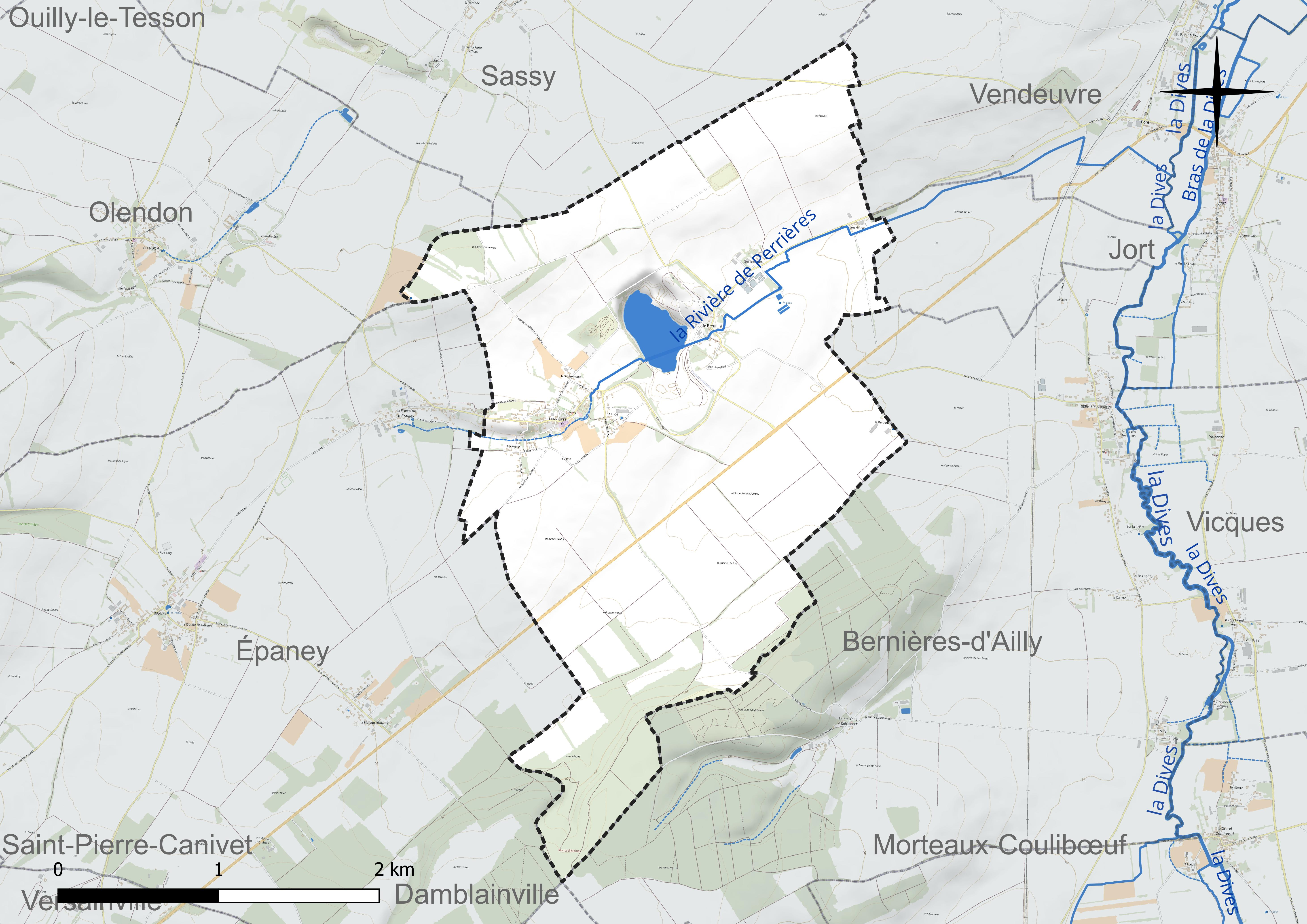
Réseau hydrographique de Perrières.

### Climat
Pour des articles plus généraux, voir Climat de la Normandie et Climat du Calvados.
En 2010, le climat de la commune est de type climat océanique altéré, selon une étude du CNRS s'appuyant sur une série de données couvrant la période 1971-2000. En 2020, Météo-France publie une typologie des climats de la France métropolitaine dans laquelle la commune est exposée à un climat océanique et est dans la région climatique  Normandie (Cotentin, Orne), caractérisée par une pluviométrie relativement élevée (850 mm/a) et un été frais (15,5 °C) et venté. Parallèlement le GIEC normand, un groupe régional d'experts sur le climat, différencie quant à lui, dans une étude de 2020, trois grands types de climats pour la région Normandie, nuancés à une échelle plus fine par les facteurs géographiques locaux. La commune est, selon ce zonage, exposée à un « climat des plateaux abrités », correspondant à la plaine agricole de Caen à Falaise, sous le vent des collines de Normandie et proche de la mer, se caractérisant par une pluviométrie et des contraintes thermiques modérées.
Pour la période 1971-2000, la température annuelle moyenne est de 10,6 °C, avec  une amplitude thermique annuelle de 13 °C. Le cumul annuel moyen de précipitations est de 704 mm, avec 11,7 jours de précipitations en janvier et 7,7 jours en juillet. Pour la période 1991-2020, la température moyenne annuelle observée sur la station météorologique la plus proche, située sur la commune de Damblainville à 5 km à vol d'oiseau, est de 11,6 °C et le cumul annuel moyen de précipitations est de 716,8 mm,. Pour l'avenir, les paramètres climatiques de la commune estimés pour 2050 selon différents scénarios d'émission de gaz à effet de serre sont consultables sur un site dédié publié par Météo-France en novembre 2022.

## Urbanisme

### Typologie
Au 1er janvier 2024, Perrières est catégorisée commune rurale à habitat dispersé, selon la nouvelle grille communale de densité à 7 niveaux définie par l'Insee en 2022.
Elle est située hors unité urbaine. Par ailleurs la commune fait partie de l'aire d'attraction de Caen, dont elle est une commune de la couronne,. Cette aire, qui regroupe 296 communes, est catégorisée dans les aires de 200 000 à moins de 700 000 habitants,.

### Occupation des sols
L'occupation des sols de la commune, telle qu'elle ressort de la base de données européenne d'occupation biophysique des sols Corine Land Cover (CLC), est marquée par l'importance des territoires agricoles (82,5 % en 2018), en diminution par rapport à 1990 (84 %). La répartition détaillée en 2018 est la suivante : 
terres arables (79,2 %), forêts (8,8 %), mines, décharges et chantiers (5,5 %), zones urbanisées (3,3 %), zones agricoles hétérogènes (3,3 %). L'évolution de l'occupation des sols de la commune et de ses infrastructures peut être observée sur les différentes représentations cartographiques du territoire : la carte de Cassini (XVIIIe siècle), la carte d'état-major (1820-1866) et les cartes ou photos aériennes de l'IGN pour la période actuelle (1950 à aujourd'hui).

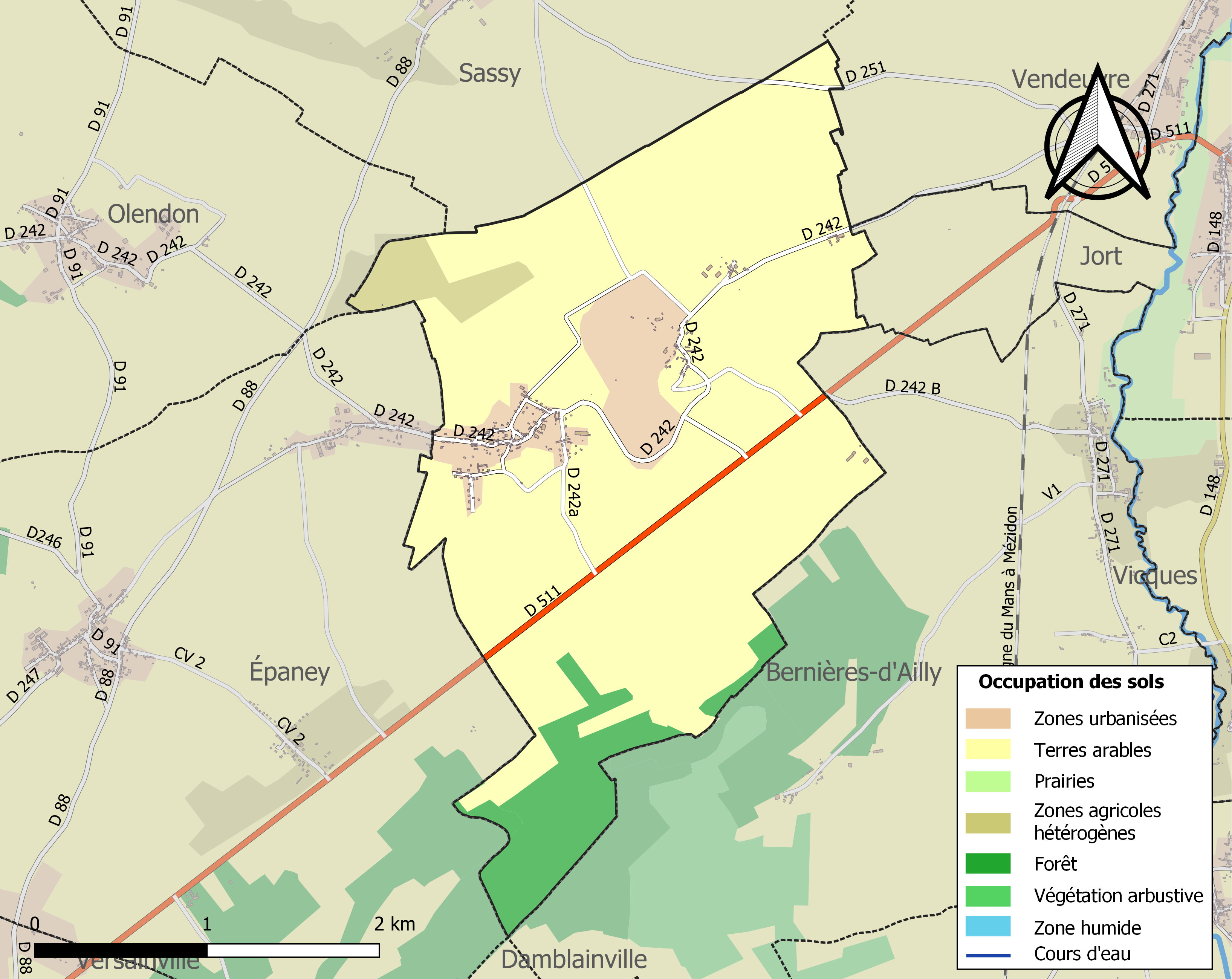
Carte des infrastructures et de l'occupation des sols de la commune en 2018 (CLC).

## Toponymie
Le nom de la localité est attesté sous la forme Perreriae en 1234.
Le toponyme serait issu du latin petra, « pierre »,, ce que ne fait que confirmer la présence de la carrière.
Le gentilé est  Perrerien.

## Histoire
L'économie de Perrières a longtemps reposé sur l'exploitation d'une carrière de pierres aujourd'hui exploitée par la Société des carrières de Vignats.

## Politique et administration
| Période                                  | Période   | Identité        | Étiquette | Qualité              |
| ---------------------------------------- | --------- | --------------- | --------- | -------------------- |
| avant 1981                               | ?         | René Leprince   |           |                      |
| juin 1995                                | mars 2008 | Michel Gosselin | SE        | Coiffeur             |
| mars 2008                                | mai 2020  | Danièle Blandin | SE        | Retraitée de la CPAM |
| mai 2020                                 | En cours  | Gérard Chandon  | SE        | Retraité             |
| Les données manquantes sont à compléter. |           |                 |           |                      |

Le conseil municipal est composé de onze membres dont le maire et deux adjoints.

## Démographie
L'évolution du nombre d'habitants est connue à travers les recensements de la population effectués dans la commune depuis 1793. Pour les communes de moins de 10 000 habitants, une enquête de recensement portant sur toute la population est réalisée tous les cinq ans, les populations de référence des années intermédiaires étant quant à elles estimées par interpolation ou extrapolation. Pour la commune, le premier recensement exhaustif entrant dans le cadre du nouveau dispositif a été réalisé en 2004.
En 2022, la commune comptait 341 habitants, en évolution de +5,25 % par rapport à 2016 (Calvados : +1,58 %, France hors Mayotte : +2,11 %).
Perrières a compté jusqu'à 581 habitants en 1911.
| 1793 | 1800 | 1806 | 1821 | 1831 | 1836 | 1841 | 1846 | 1851 |
| ---- | ---- | ---- | ---- | ---- | ---- | ---- | ---- | ---- |
| 407  | 429  | 443  | 388  | 403  | 401  | 403  | 358  | 364  |

| 1856 | 1861 | 1866 | 1872 | 1876 | 1881 | 1886 | 1891 | 1896 |
| ---- | ---- | ---- | ---- | ---- | ---- | ---- | ---- | ---- |
| 347  | 330  | 290  | 325  | 326  | 334  | 323  | 465  | 528  |

| 1901 | 1906 | 1911 | 1921 | 1926 | 1931 | 1936 | 1946 | 1954 |
| ---- | ---- | ---- | ---- | ---- | ---- | ---- | ---- | ---- |
| 547  | 508  | 581  | 502  | 455  | 490  | 504  | 434  | 484  |

| 1962 | 1968 | 1975 | 1982 | 1990 | 1999 | 2004 | 2006 | 2009 |
| ---- | ---- | ---- | ---- | ---- | ---- | ---- | ---- | ---- |
| 434  | 378  | 308  | 269  | 254  | 252  | 255  | 252  | 288  |

| 2014 | 2019 | 2022 | - | - | - | - | - | - |
| ---- | ---- | ---- | - | - | - | - | - | - |
| 321  | 333  | 341  | - | - | - | - | - | - |

## Lieux et monuments

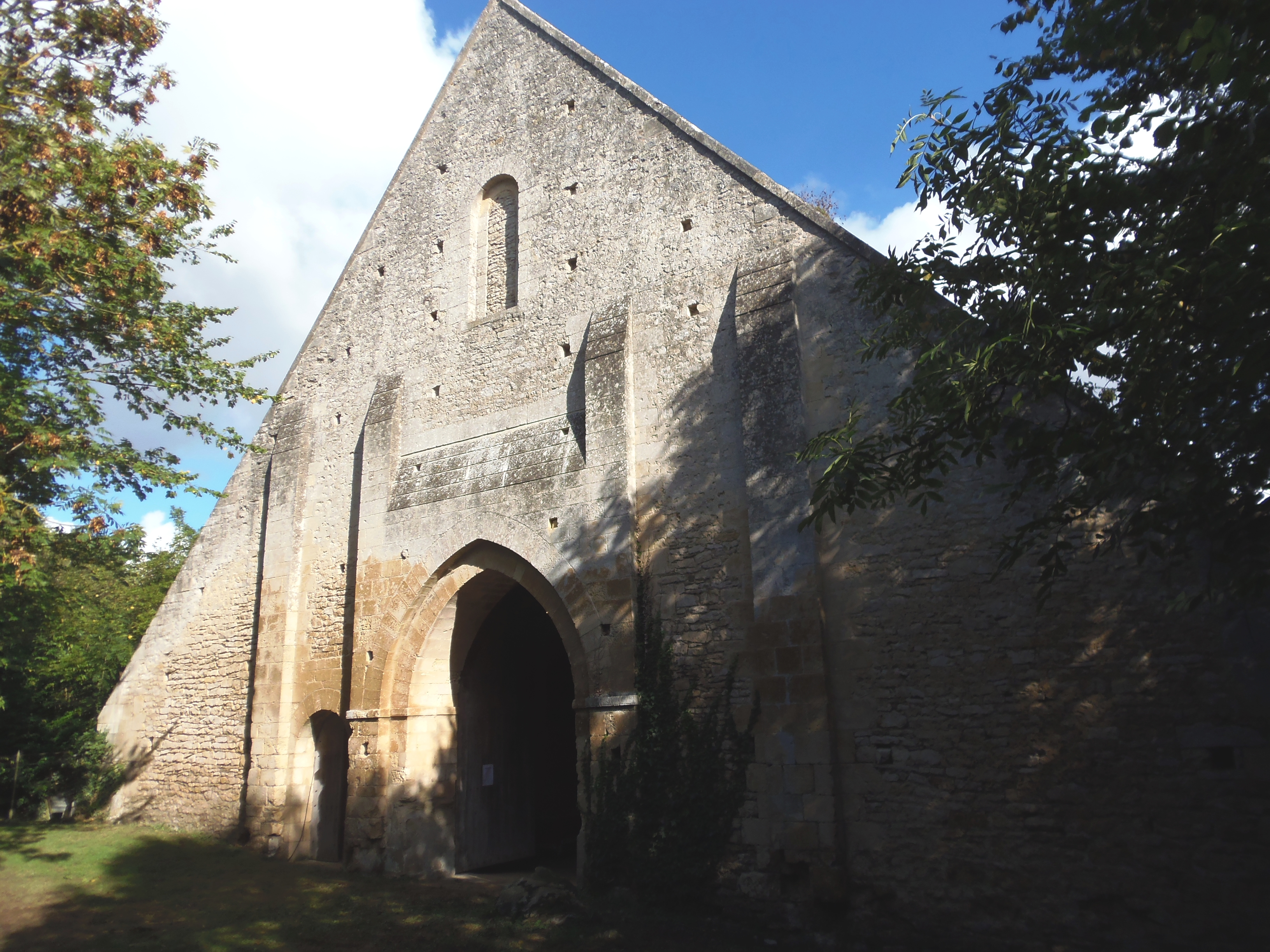
La grange aux dîmes.

- Grange aux dîmes du XIIe siècle. Elle fait l'objet d'un classement au titre des Monuments historiques depuis le 2 avril 1947[26].
- Église Saint-Vigor, ancienne église prieurale. Elle fait l'objet d'une inscription au titre des Monuments historiques depuis le 31 mars 1928[27]. L'ancien logis prieural jouxte l'église. Le prieuré a été fondé par la famille de Courcy.

## Activité et manifestations

### Sports
L'Association sportive de Perrières fait évoluer une équipe de football en division de district.

## Personnalités liées à la commune
- Famille de Courcy.
- Louis Ricardou (1910-1944)